# 木星探査

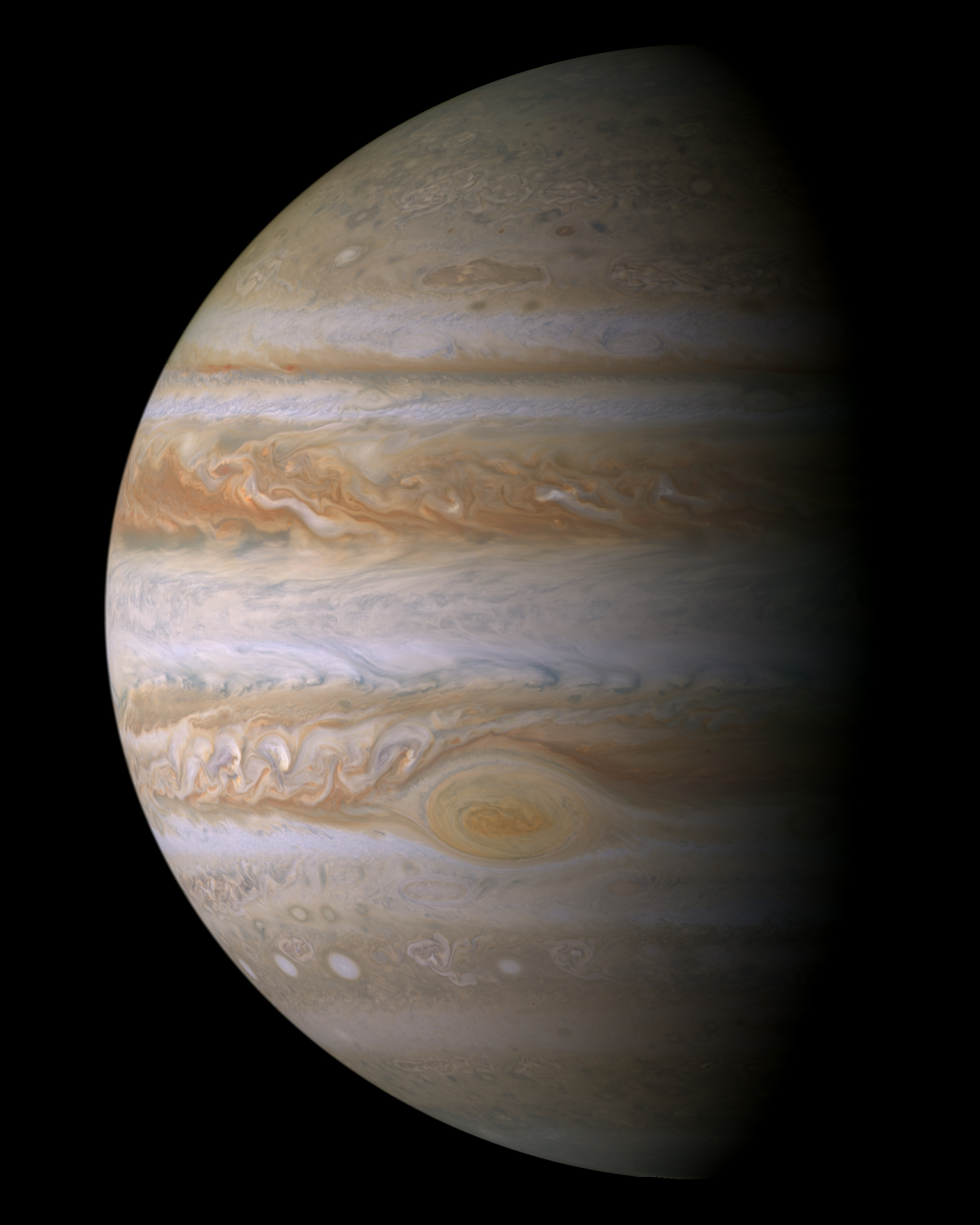
カッシーニから見た木星。これまでで最も詳細な木星の色相である。

木星探査（英: Exploration of Jupiter）は、太陽系第5惑星である木星へと何らかの探査装置を送り込み、地形や気象などの情報を収集することである。

## 概要
外惑星へのミッションは、木星をフライバイして加速する必要があるため、木星は、最も多く訪れられた太陽系の外惑星となった。さらに多くの木星探査ミッションが検討中であり、2016年以降に木星に到達する予定である。探査機を木星に送るまでには、特に大量の燃料を必要とする点や厳しい放射環境など、多くの技術的困難が存在する。
現在のところ全てのミッションはアメリカ航空宇宙局によって実行されてきたものであり、無人探査機による接近探査で行われている。木星を最初に訪れた探査機は、1973年のパイオニア10号で、2ヶ月後にパイオニア11号が続いた。木星の最初の接近写真を撮影した他、木星の磁気圏と巨大な内部流体を発見した。ボイジャー1号とボイジャー2号は、1979年に木星を訪れ、木星の衛星と木星の環を観測し、イオの火山活動やエウロパ表面の水で構成された氷の存在を発見した。ユリシーズは1992年と2000年に木星の磁気圏をさらに詳細に観測し、カッシーニは2000年に木星に接近し、木星の大気の非常に詳細な写真を撮影した。ニュー・ホライズンズは2007年に木星を通過し、木星及びその衛星のパラメータを詳しく測定した。ガリレオは1995年に木星に到達し、2003年まで観測を行った。この期間に、ガリレオは木星系についての大量の情報を集め、4つ全てのガリレオ衛星に接近し、そのうち3つが薄い大気を持つ証拠と表面の直下に液体の水を持つ可能性を示した。また、ガニメデの磁気圏も発見した。木星への接近中、シューメーカー・レヴィ第9彗星の衝突にも遭遇した。1995年12月、木星の大気に大気プローブを送り、現在のところ木星の大気に入った唯一の探査機となっている。
アメリカ航空宇宙局が計画する将来の探査機には、2011年に打ち上げられ、木星の極軌道に入って、木星が固体核を持つのかを調査するジュノーや、2020年頃に打ち上げられ、惑星系、特にエウロパとガニメデを探査し、エウロパの氷の下に液体の海があるか否かという長年の論争に決着を付けることを目的とするEJSMなどのミッションが明らかになっている。

## 技術的要求
地球から太陽系の他の惑星への飛行には、大量のエネルギーを必要とする。地球の軌道から木星に到達するのと、最初の軌道に投入するのとでほぼ同程度のエネルギーを必要とする。軌道力学では、このエネルギー支出は、宇宙船の速度の正味変化、すなわちデルタVで規定される。地球の軌道から木星に到達するまでに必要なエネルギーは、地表から低軌道に到達するのに必要なデルタVが9.0-9.5km/sであるのに対し、約9km/sである。しかし、地球や金星でのフライバイによって、打上げ時に必要なエネルギー（即ち燃料量）を減らすことができる。一方で、直接木星へ向かう軌道に比べてかなり長い飛行時間が必要になるという問題もある。10km/s以上のデルタVが可能なイオンエンジンがドーンの打上げに用いられた。これはフライバイを使わずに地球の公転半径と同じ軌道上から木星へ到達するのに十分なデルタVである。
また、木星では大気圏から液体で構成された内部に滑らかに遷移しており、着陸可能な固体の地表がないという点である。さらに木星の大気圏を降下するプローブは、最終的には木星の巨大な圧力に破壊されることになる。
別の主要な問題点は、木星の周囲の激しい荷電粒子環境に由来する放射線量である。例えば、パイオニア11号が木星に最接近した時、放射線レベルはパイオニア計画の設計者が予測していたより10倍も強力で、探査機が生き残れないことが心配されたが、いくつかの小規模な故障だけで、探査機はヴァン・アレン帯を通り抜けることができた。しかし、放射線により誤ったコマンドを画像旋光計が受信したことで、イオの画像の多くが失われた。後続機でより技術的にも進歩したボイジャーでは、高レベルの放射線に耐えられるように再設計された。木星の軌道に8年間以上滞在したガリレオでは、プローブの浴びた放射線量は設計値を大きく超え、機器が何度か故障した。探査機のジャイロスコープのエラーは増え、回転部と非回転部の間で時々放電が起こってセーフモードに入った。そのため、16周目、18周目、33周目の軌道データは欠損している。また、放射により、ガリレオの超安定水晶振動子の位相シフトが起こっている。

## フライバイミッション

### パイオニア計画（1973年、1974年）

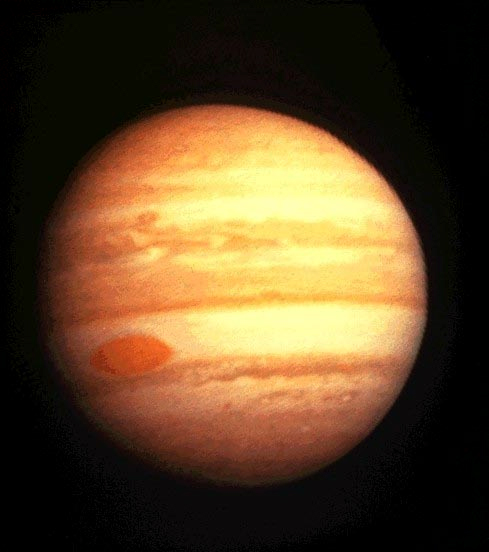
パイオニア10号は、木星を訪れた最初の探査機となった。

木星探査を行った最初の探査機であるパイオニア10号は、1973年12月に木星を通過し、13ヶ月後にパイオニア11号が続いた。パイオニア10号は木星とガリレオ衛星の最初の接近写真を撮影した。探査機は惑星の大気を観測し、磁気圏と放射帯を検出し、木星は主に液体でできていると結論付けた。パイオニア11号は、1974年12月4日に木星の雲の上端から34,000kmの距離まで最接近した。大赤斑の画像を撮影し、木星の極地方を初めて観測し、木星とカリストの質量を決定した。2機の探査機により集められた情報は、将来、木星の環境により耐えられる探査機を設計するのに役立った。

### ボイジャー計画（1979年）

ボイジャー1号の木星への接近

ボイジャー1号は、1979年1月から木星の撮影を開始し、1979年3月5日に木星の中心から349,000kmの距離に最接近した。この接近は、より解像度の高い撮影を可能としたが、フライバイの短い期間のため、木星の衛星、環、磁場、放射環境等の観測を48時間以内に行わなければならなかった。ただし、ボイジャー1号は、写真の撮影は4月まで続けた。ボイジャー1号のすぐ後をボイジャー2号が追いかけ、1979年7月9日に木星の雲の上端から576,000kmまで最接近した。ボイジャー2号は、木星の環を発見し、大気の複雑な渦構造やイオの火山活動、ガニメデのプレートテクトニクス、カリストの多くのクレーター等を観測した。
ボイジャー計画は、ガリレオ衛星についての理解を大きく進め、また木星の環を発見した。木星の大気の最初の接近写真を撮影し、大赤斑が反時計回りに進む複合嵐であることを明らかにした。帯状の雲の中に、一連の別の小さな嵐や渦が発見され、また、環のすぐ外側を2つの新しい小さな衛星アドラステアとメティスが公転していることを発見し、探査機が発見した初の木星の衛星となった。3つ目の新衛星テーベは、アマルテアとイオの軌道の間で発見された。
イオにおける火山活動は、予期しない最大の発見であり、地球以外の天体で初めて発見された火山活動であった。ボイジャーは、9回のイオの火山噴火を記録し、それ以外の噴火が起こった証拠も発見した。
エウロパは、ボイジャー1号の低解像度写真で、多くの興味深い線状構造を見せた。最初は、科学者はこの構造が地殻隆起かテクトニクスの過程で生じた深い溝であると考えた。しかし、ボイジャー2号による高解像度写真では、地誌学的特徴は見られず、科学者を困惑させた。ここから、この溝は地球の海氷と似たものであるという説やエウロパの内部は液体の水であるという説等、多くの説が提案された。エウロパはイオの10分の1程度の潮汐熱のため内部が活発であり、結果として、30km以下の厚さの薄い氷の地殻が50kmの深さの海に浮いた構造をしていると考えられている。

### ユリシーズ（1992年）
1992年2月8日、ユリシーズは木星の北極から451,000kmの位置を通り過ぎた。このフライバイは、ユリシーズを超高軌道傾斜角の太陽軌道に投入するために必要であり、黄道に対する傾斜角は80.2°に増加した。巨大惑星の重力は、探査機の飛行経路を軌道平面から離れて内側に曲げ、太陽の北極と南極を通る最終的な軌道に投入した。探査機の軌道の大きさと形はより小さな角度に調節され、その結果、遠日点を約5天文単位（木星と太陽の距離）に置いたまま、近日点を約1天文単位（地球と太陽の距離）にした。木星への接近中、探査機は木星の磁気圏を測定した。探査機にはカメラは搭載されなかったため、画像は撮影されなかった。2004年2月、探査機は再び木星に接近した。この時は、惑星からの距離はもっと大きく、約2億4000万kmであったが、木星をさらに詳しく観測した。

### カッシーニ（2000年）

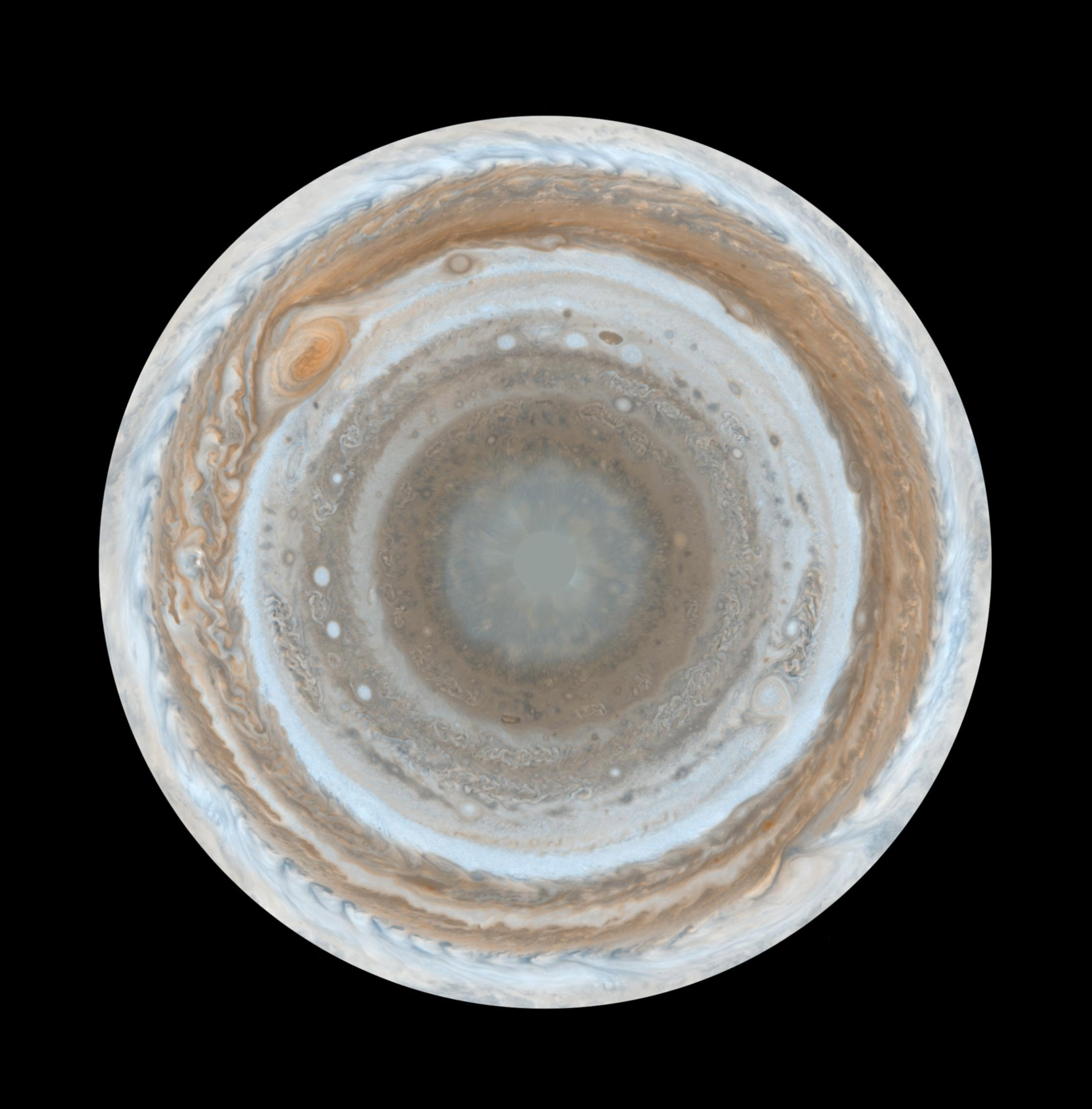
これまでで最も詳細な木星の地図は、カッシーニによって作られた。図の中心は南極、端は赤道である。

2000年、土星に向かう途上の土星探査機カッシーニは木星でフライバイを行い、それまでで最高の解像度の画像を撮影した。最接近は、2000年12月30日で、多くの科学的観測を行った。1ヶ月のフライバイの間に、約2万6000枚の画像が撮影され、観測可能な最も小さな構造物は直径60kmであった。
2003年3月6日に、木星の大気が循環しているという、フライバイでの主な発見が公表された。木星の大気では、暗いベルトと明るいゾーンが交互に並び、淡い雲を持つゾーンは、かつては上昇気流が発生している場所であると考えられていた。しかし、カッシーニの画像の分析で、暗いベルトにも、地球からは見えない程度の大きさの明るい白い雲があることが明らかとなった。
その他の大気の観測の成果として、大赤斑に匹敵する大きさの暗い楕円の渦が木星の北極付近にあることが明らかとなった。赤外線画像は、自転方向の帯と反対方向の隣接する帯からなる極付近での循環の存在を明らかとした。同じ公表の中で、木星の環の存在についても言及された。環中の粒子によって散乱された光は、粒子の形が球形ではなく不規則で、木星の衛星、恐らくはメティスとアドラステアに衝突した流星塵による噴出物に由来することを示した。2000年12月19日、カッシーニは、ヒマリアの非常に低い解像度の画像を捉えたが、遠すぎて詳細な構造は見られなかった。

### ニュー・ホライズンズ（2007年）

ニュー・ホライズンズによって2008年に記録されたイオの火山活動

太陽系外縁天体探査機であるニュー・ホライズンズは、冥王星への途上、木星でのフライバイを行なうために、1990年のユリシーズ以来の木星に向けて直接打ち上げられた探査機となった。Long Range Reconnaissance Imager (LORRI)は、2006年9月4日に初めての写真として木星を撮影した。2006年12月には、さらなる木星系の探査を開始し、2007年2月28日に最接近した。
木星に接近している間、ニュー・ホライズンズの機器は、木星の内衛星、特にアマルテアの軌道の精密な測定を行った。カメラは、イオの火山活動も観測し、4つのガリレオ衛星全てを詳細に観測した他、ヒマリアやエララ等の外衛星も長距離から観測した。探査機は、木星のオーバルBAや磁気圏、薄い環の観測も行った。
2007年3月19日、コンピュータが修理不能のメモリーエラーを起こして再起動してしまい、探査機がセーフモードに入ったが、探査機は、木星の磁気尾に関する少しのデータを喪失しただけで、2日間で完全復帰した。この他にデータの喪失を伴う事象は発生しなかった。木星の観測対象としてのサイズが大きいことと、地球からの距離が冥王星と比して近いこともあり、ニューホライズンズは、本来の目的である冥王星よりも大量のデータを地球に送信する結果となった。

## ガリレオ（1995年-2003年）
ガリレオは、1995年12月7日に木星の軌道に入った。ガリレオは木星の軌道を7年以上にわたって35周も回り続け、2003年9月21日に意図的に木星に衝突させられた。高利得アンテナの展開に失敗したために予期したほどではなかったが、この期間に木星系についての多くの情報を収集した。8年間の観測中に、探査機として初めて成し遂げた主要な出来事には、全てのガリレオ衛星とアマルテアでの複数回のフライバイがある。1994年の木星に接近する途上には、シューメーカー・レヴィ第9彗星の衝突を目撃し、1995年12月には、木星の大気圏に大気圏プローブを送り込んだ。

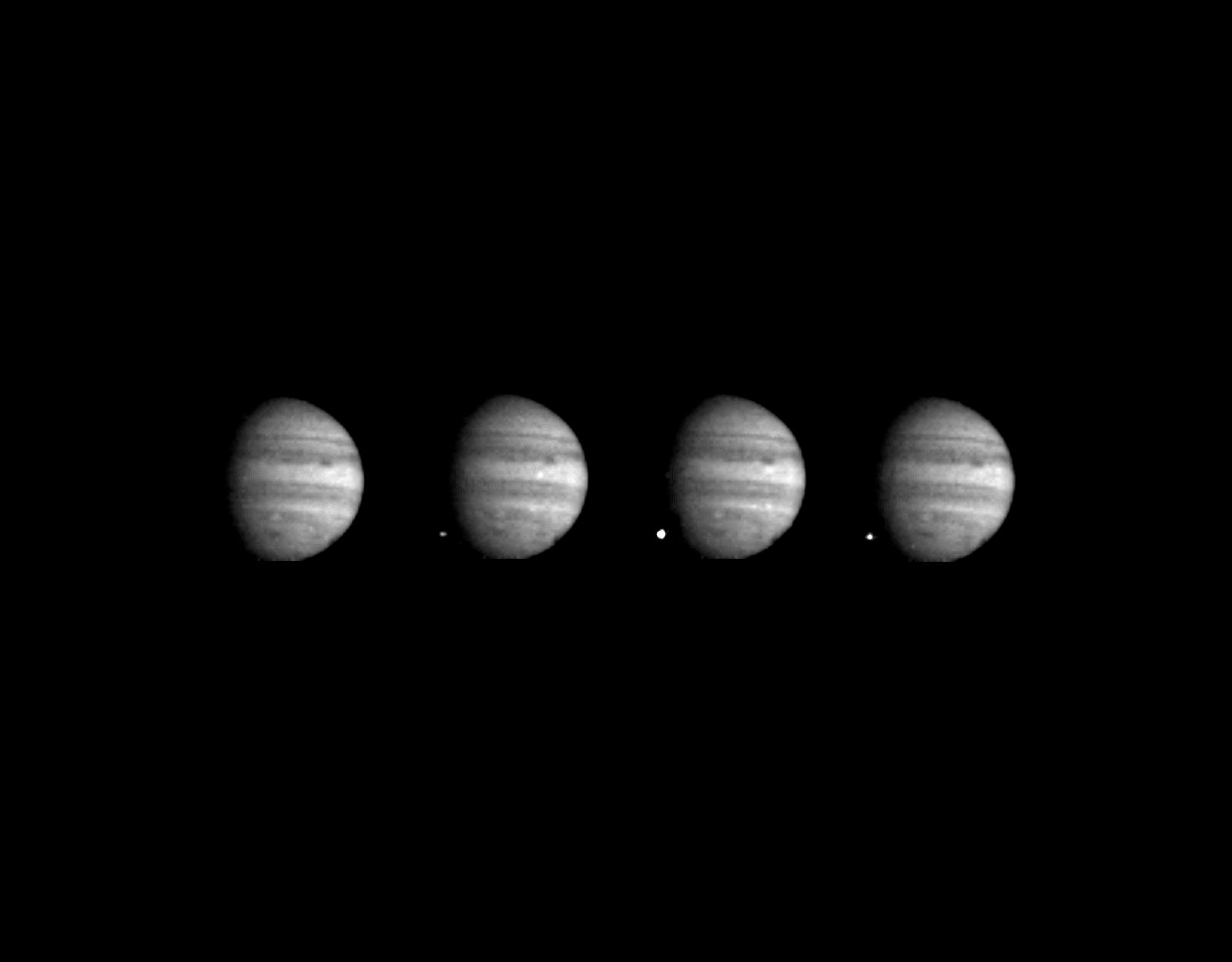
シューメーカー・レヴィ第9彗星の衝突の際にガリレオから数秒おきに撮影された画像。木星の暗い側に、彗星の欠片からの火球の1つが見える。

ガリレオ探査機のカメラは、1994年7月16日から22日の間に、木星の南半球に約60km/sの速度で衝突するシューメーカー・レヴィ第9彗星の欠片を観測した。これは、地球外での太陽系天体での衝突の最初の直接観測であった。衝突は、地球から隠れた側で起きたが、当時、木星から1.6天文単位の距離にいたガリレオは衝突が起こる様子を観測することができた。木星の雲頂の通常の温度が約130Kであるのに対し、ガリレオの機器は、最大温度が約24,000Kにもなる火球や火球から約3,000kmの高さにまで達するプルームを検出した。
大気圏プローブは、1995年7月に探査機から放出され、1995年12月7日に木星の大気圏に突入した。木星の大気圏を降下した後、プローブは熱シールドを投棄し、パラシュートで150㎞下降して、圧力と温度で押しつぶされるまでに57.6分間のデータを収集した。その後、プローブは溶け、恐らく蒸発したはずである。ガリレオ探査機自体も、2003年9月21日に大気圏に突入し、同じ運命を辿った。エウロパに衝突して環境を汚染する可能性を避けるため、50km/h以上の速度で突入し、より速く同じ経過を辿るようにされた。
ガリレオ計画の主な科学的成果には、次のようなものがある。
- 他の惑星の大気圏に初めてアンモニアの雲を観測した。
- イオでの、地球で見られるより100倍も大規模な火山活動を確認した。
- イオの大気圏で、大電流を生じる複雑なプラズマ相互作用を観測した。
- エウロパの氷の表面の下に液体の海が存在する証拠を確認した。
- 衛星の周りで初めて強い磁場を観測した。（ガニメデ）
- 磁気データより、エウロパ、ガニメデ、カリストは、地表の下に液体塩水の層を持つことが示唆された。
- エウロパ、ガニメデ、カリストの周りに薄い大気圏がある証拠が確認された。
- 木星の環の形成の過程が理解され、外側の2つの環とアマルテアの軌道にある離れた環が観測された。
- 木星型惑星の磁気圏の構造とダイナミクスが確認された。

## 現在のミッション
アメリカ航空宇宙局は、木星を極軌道から詳細に観測するジュノーのミッションが進行中である。探査機は2011年8月5日に打ち上げられ、木星の組成、重力場、磁場、極磁場を観測する。またジュノーは、木星が岩石質の核を持つのか否かや大気深部の含水量、木星内部での質量分布等、木星がどのように形成されたかのヒントを探す。ジュノーは、600km/hもの速度に達する木星の深部での風についても観測する。
JUICE(JUpiter ICy moons Explorer)はESAが主導する木星氷衛星探査計画。欧州各国をはじめ、日本や米国、イスラエルが参加する史上最大級の国際太陽系探査計画。2023年打ち上げ、2031年に木星系に到着、2034年衛星ガニメデの周回軌道への投入予定。

## 提案中のミッション
EJSMは、NASAと欧州宇宙機関(ESA)による、木星とその衛星の探査を目的とした合同ミッションである。2009年2月、ESAとNASAは、このミッションをタイタン・サターン・システム・ミッションよりも優先させることを公表した。この提案には、2020年頃に打ち上げ、NASA主導の木星エウロパ周回機とESA主導の木星ガニメデ周回機から構成されることも含まれた。しかし、ESAの貢献部分については、未だESAの他のプロジェクトと資金を巡る競争中である。

### 中止されたミッション
エウロパ、ガニメデ、カリストには地下の液体の海が存在する可能性があることから、詳細な観測について興味が持たれてきたが、資金的な困難さから実現は遅れてきた。エウロパ・オービターは、NASAが計画したエウロパへのミッションであったが、2002年に中止された。その主要な目的には、地下の海が存在するか否かの確認、将来の着陸ミッションのための着陸地点候補の探索等があった。その後、NASAのJIMOは2005年に中止となった。欧州のジョビアン・エウロパ・オービターミッションも、かつて研究されていた。これらのミッションは、上述のEJSMに取って代わられた。

## 有人探査
木星が岩石質の核を持つことの確たる証拠はないが、ガリレオ衛星の存在が、将来の木星の有人探査の可能性を提供する。
特にターゲットとなっているのは、生命の存在の可能性のあるエウロパと、比較的放射量の少ないカリストである。2003年、NASAは、ガリレオ衛星への有人探査を含むHuman Outer Planets Exploration (HOPE)という計画を提案した。NASAは、2040年代には挑戦しうるとしている。2004年1月に公表されたビジョン・フォー・スペース・エクスプロレーション政策では、NASAは火星を超えた有人ミッションについて議論し、木星の衛星には、"human research presence"が理想的であると言及している。JIMOが中止になる前、NASA長官のショーン・オキーフは、「有人探査が後に続くだろう」と述べた。

### 植民の可能性
NASAは、外惑星の大気からの資源採集の実現性についても検討した。特にヘリウム3は、地球にはほとんどないが、核融合燃料として、質量当たり非常に高い価値を持っている。軌道上の工場がガスを採集し、帰還機に乗せて地球に運ぶ構想であった。しかし、木星系は一般的に、磁気圏による非常に強い放射と特に深い重力井戸のため、植民には不向きである。木星は、遮蔽のないイオの植民者に対して1日当たり約36シーベルト、エウロパの植民者に対して1日当たり約5.4シーベルトの被曝を与え、数日間以内に死ぬ可能性のある被爆線量5シーベルトを超える。
| 衛星     | レム/日 |
| -------- | ------- |
| イオ     | 3600    |
| エウロパ | 540     |
| ガニメデ | 8       |
| カリスト | 0.01    |

ガニメデは、太陽系で最大の衛星であり、太陽系で唯一磁場を持つ衛星であるが、木星の磁場に圧倒されるため、宇宙線を大きく遮蔽する訳ではない。ガニメデは、1日当たり約0.08シーベルトの放射を受ける。カリストは、木星の強力な放射帯からは遠くに位置し、1日当たりの放射は、約0.0001シーベルトである。これに対して、地球上の生物が1年間に受ける放射線量は約0.024シーベルトであり、天然の最も高い放射線レベルは、ラムサールの近くの温泉で記録された、1年間当たり0.26シーベルトである。
HOPE計画の最大のターゲットの1つはカリストであり、放射レベルが低いことと地質学的な安定性から、カリスト表面への基地の建設の可能性が議論されている。カリストは、有人探査の実現性がある唯一のガリレオ衛星である。イオ、エウロパ、ガニメデ上の電離放射線レベルは、人間にとって致死的であり、十分な放射線の防護策はまだ開発されていない。
表面に基地を作り、将来の太陽系探査の燃料を生産することは可能性がある。1997年には、エウロパへの植民を計画するアルテミス計画が提案された。この計画では、エウロパの地殻を掘削して想定される地下の海に入り、人工的なエアポケットの中で生活するとされた。